# 穆罕默德·本·拉登
穆罕默德·本·阿瓦德·本·拉登（阿拉伯語：محمد بن عوض بن لادن，1908年—1967年9月3日），沙特阿拉伯亿万富豪，沙特本拉登集团的创办人。

## 生平
出生在也门哈德拉毛地区的一个逊尼派贫民家庭中，其父是一个农民。第一次世界大战期间前往沙特阿拉伯，成为一名工人。1931年涉足建筑业，成立沙特本拉登集团，后来逐步成为沙特阿拉伯最大的承建商，成为该国最富有的非王室血统人物。1967年9月3日，因飞机失事身亡。
穆罕默德·本·拉登共结婚22次，有子女55人。其中较为出名的有塔里克·本·拉登、萨利姆·本·拉登、贝克尔·本·拉登和奥萨马·本·拉登。